# العلاقات السورية الفيجية
العلاقات السورية الفيجية هي العلاقات الثنائية التي تجمع بين سوريا وفيجي.

## مقارنة بين البلدين
هذه مقارنة عامة ومرجعية للدولتين:
| وجه المقارنة                                              | سوريا                    | فيجي                                                                     |
| --------------------------------------------------------- | ------------------------ | ------------------------------------------------------------------------ |
| المساحة (كم2)                                             | 185.18 ألف               | 18.27 ألف                                                                |
| عدد السكان (نسمة)                                         | 18.27 مليون              | 915.30 ألف                                                               |
| الكثافة السكانية (ن./كم²)                                 | 98.66                    | 50.1                                                                     |
| العاصمة                                                   | دمشق                     | سوفا                                                                     |
| اللغة الرسمية                                             | اللغة العربية            | اللغة الإنجليزية، اللغة الفيجية، اللغة الفيجي الهندية، اللغة الهندستانية |
| العملة                                                    | ليرة سورية               | دولار فيجي                                                               |
| الناتج المحلي الإجمالي (بليون دولار)                      | 60.20 مليار              | 5.06 مليار                                                               |
| الناتج المحلي الإجمالي (تعادل القوة الشرائية) بليون دولار |                          | 8.32 مليار                                                               |
| الناتج المحلي الإجمالي الاسمي للفرد دولار أمريكي          |                          | 4.96 ألف                                                                 |
| الناتج المحلي الإجمالي للفرد دولار أمريكي                 |                          | 8.79 ألف                                                                 |
| مؤشر التنمية البشرية                                      | 0.594                    | 0.727                                                                    |
| رمز المكالمات الدولي                                      | +963                     | +679                                                                     |
| رمز الإنترنت                                              | .sy                      | .fj                                                                      |
| المنطقة الزمنية                                           | ت ع م+02:00، ت ع م+03:00 | ت ع م+12:00                                                              |

## منظمات دولية مشتركة
يشترك البلدان في عضوية مجموعة من المنظمات الدولية، منها:
| علم المنظمة | اسم المنظمة                               | تاريخ انضمام سوريا | تاريخ انضمام فيجي |
| ----------- | ----------------------------------------- | ------------------ | ----------------- |
|             | المنظمة الهيدروغرافية الدولية             | ?                  | ?                 |
|             | الاتحاد البريدي العالمي                   | ?                  | ?                 |
|             | يونسكو                                    | 16 نوفمبر 1946     | 14 يوليو 1983     |
|             | البنك الدولي للإنشاء والتعمير             | 10 أبريل 1947      | 28 مايو 1971      |
|             | وكالة ضمان الاستثمار متعدد الأطراف        | 14 مايو 2002       | 24 سبتمبر 1990    |
|             | الاتحاد الدولي للاتصالات                  | 12 يناير 1924      | 5 مايو 1971       |
|             | منظمة الشرطة الجنائية الدولية             | ?                  | ?                 |
|             | مؤسسة التمويل الدولية                     | 28 يونيو 1962      | 12 يوليو 1979     |
|             | الأمم المتحدة                             | 24 أكتوبر 1945     | 13 أكتوبر 1970    |
|             | مؤسسة التنمية الدولية                     | 28 يونيو 1962      | 29 سبتمبر 1972    |
|             | منظمة حظر الأسلحة الكيميائية              | ?                  | ?                 |
|             | المركز الدولي لتسوية المنازعات الاستشارية | 24 فبراير 2006     | 10 سبتمبر 1977    |

## وصلات خارجية
- موقع وزارة الخارجية الفيجية